# 46719 Плантад
46719 Плантад (46719 Plantade) — астероїд головного поясу, відкритий 1 серпня 1997 року.
Тіссеранів параметр щодо Юпітера — 3,328.